# Эзанатолья
Эзанатолья  (итал. Esanatoglia) — коммуна в Италии, расположена в области Марке, подчиняется административному центру Мачерата. Является частью клуба самых красивых городов Италии.
Население коммуны составляет 1905 человек (2022 г.) , плотность населения составляет 45 чел./км². Занимает площадь 47 км². 
Почтовый индекс — 62023. Телефонный код — 0737.
Покровительницей коммуны почитается святая Анатолия, день её памяти ежегодно отмечается  9 июля.

## География
Город Эзанатолья находится в долине между горой Джеммо и горой Корсеньо, окруженный городами Мателика, Фьюмината и Фабриано, на высоте около 450 м над уровнем моря. В его территории истоки реки Эзино, конкретно на горе Кафаджо.
Между центром города и истоками реки Эзино простирается парк Parco delle Vene, важное туристическое место.

## История
По легенде, Эзус, кельтский бог войны, является происхождением названия реки Эзино, на берегу которой предположительно жило сообщество, в Римскую эпоху называвшееся Аеса.
На поверхности были обнаружены следы человеческой деятельности, относящиеся к палеолитическому периоду в местности Монте-Сант-Анджело, к неолитическому периоду в местности Пьяни ди Калисти и к энеолитическому периоду в местности Кроцифиссо-Казе Пополяри.
Сегодняшнее название, Эзанатолья, возникло в 1862 году в результате соединения Аесы и Анатолии, заменяя название Санта Анатолия (мученицы III века н.э.), под которым средневековое каструм был известен.
Первый известный документ, касающийся Санта Анатолии, относится к 1015 году и связан с основанием монастыря Сант'Анжело инфра остия графом Атто и его женой Бертой. Монастырь вскоре стал самым значительным религиозным поселением в регионе.
Городом правил род Малькавалка до 1211 года, когда им на смену пришли Оттоны из Мателики. Через три года и на протяжении трех веков мощный род Варано из Камерино правил городом.
При родах Варано город Санта Анатолия сохраняла определенную автономию: первый сборник статутных норм был издан в 1324 году. Цитадель в течение долгого времени оставалась неприкосновенной от войн и грабежей, только в 1443 году она была завоевана Франческо I Сфорцой с помощью мателькиского населения: монастырь Сант'Анжело - с его знаменитой библиотекой - не был спасен от опустошения.
В 1502 году каструм стал частью государства Церкви.

## Достопримечательности
В деревне, расположенной внутри стен, сохранились средневековые дома, где можно увидеть "трое ворот" (обычные ворота, ворота для жениха и ворота для умершего, через которые выносили усопших). Другие интересные места:
Ворота Санта Андреа - вход в деревню.
Церковь Санта Мария, также известная как церковь Сан Агостино с апсидой XIII века.
Дворец преторианцев - с островальными арками.
Парадная церковь Сан Анатолии - собор, посвященный святой покровительнице, вероятно, построенный на месте языческого храма с каменным порталом XIII века.
Общественный фонтан - XIII век.
Ратуша - находится во дворце Варано, хранит картины с изображением рыцарей семьи Варано.

## Демография
Динамика населения:

## Администрация коммуны
- Официальный сайт: http://www.comune.esanatoglia.mc.it/